# Monica Dawson
Pour les articles homonymes, voir Dawson.
Monica Dawson est un personnage fictif créé par Tim Kring pour le feuilleton télévisé Heroes. Il est interprété par l'actrice américaine Dana Davis. Ce personnage apparaît pour la première fois dans l'épisode Pères et Manques (2-04).

## Son histoire
Monica est la cousine de Micah Sanders, et la nièce de D. L. Hawkins. Elle vit, depuis la mort de sa mère dans l'ouragan Katrina, avec son frère Damon et sa grand-mère Nana. 

Afin de subvenir aux besoins de sa famille, elle travaille dans un restaurant rapide. La première fois qu'elle utilisera son pouvoir, ce sera pour empêcher un voleur de cambrioler les caisses de son restaurant. Sa capacité spéciale est de pouvoir reproduire tout mouvement qu'elle a aperçu. Elle rencontre ensuite Mohinder Suresh qui lui fait faire des tests. Après que son frère ait vendu la médaille de D.L., elle aide Micah à la retrouver mais se fait capturer par des gangsters.
Elle est attachée dans un bâtiment en feu par le chef des gangsters. Niki se sacrifie pour la sauver. Dans la saison 3, on peut apercevoir une photo d'elle dans le bâtiment 26 en tant que fugitive lorsque les heroes sont traqués par le gouvernement.

## Son pouvoir
Son pouvoir est le mimétisme, ainsi elle peut recopier tous les mouvements qu'elle voit (ex: cuisine, catch, gymnastique, etc.).